# Rostock
Rostock è una città extracircondariale (targa HRO) del Meclemburgo-Pomerania Anteriore, in Germania. Conta 209 920 abitanti. È il centro maggiore, ma non la capitale, del Land.
Rostock ricevette nel 1218 il cosiddetto Diritto di Lubecca e si fregia del titolo di città anseatica (Hansestadt).
La città si sviluppa per circa venti chilometri lungo il corso del fiume Warnow, fino alle sue foci sul Mar Baltico. La porzione maggiormente costruita della città è quella posta ad ovest del fiume, mentre ad est sono presenti soprattutto gli insediamenti commerciali e la brughiera cittadina, detta Rostocker Heide.
Il porto di Rostock è uno dei più importanti del paese sia per trasporto dei passeggeri che per movimento merci, risultando anche uno dei principali porti crocieristici tedeschi. La città si impone all'interno del proprio Land anche come principale centro culturale ed economico. Elementi caratteristici della città sono la posizione strategica, il porto, il Gotico baltico, la storica appartenenza di Rostock alla Lega anseatica e l'importante università, che costituisce oggi il più grande datore di lavoro cittadino.
Rostock è situata nella regione geografica del Meclemburgo ed appartenne in passato al Granducato di Meclemburgo-Schwerin, ridenominato dal 1918 al 1934 "stato libero". Rappresenta, insieme a Neubrandenburg, Schwerin e a Stralsund-Greifswald, uno dei quattro "Oberzentren" del Land.

## Geografia fisica
Rostock è situata nel Meclemburgo-Pomerania Anteriore centro-settentrionale. Il territorio urbano si estende a cavallo del corso inferiore del fiume Warnow, navigabile e noto come Unterwarnow nel tratto di 16 km tra il mare ed il centro della città. Prima di sfociare nel mar Baltico, presso il distretto di Warnemünde, il fiume si allarga verso est nel cosiddetto Breitling, dove si è sviluppato anche il porto cittadino. Il nome stesso deriva dalla parola slava roztoc ("allargamento del fiume"). La porzione sudorientale e quella del "Warnowufer" occidentale sono densamente popolate, mentre l'area nordorientale è caratterizzata dai distretti rurali e dai circa 6000 ha della foresta cittadina, la Rostocker Heide.
La massima estensione cittadina è di 21,6 km in direzione Nord-Sud e di 19,4 in quella Est-Ovest. Il confini urbani misurano 97,9 km, a cui si aggiungono 18,5 km di fascia costiera. Gli ultimi 16 chilometri del fiume Warnow scorrono all'interno dei confini cittadini. Il punto più elevato della città è situato nel distretto di Biestow a 49 metri s.l.m., mentre il punto più basso è posto a 1,5 metri sotto il livello del mare a Warnemünde (Diedrichshäger Moor).

## Storia

Bandiera di Rostock, città anseatica (XIV secolo).

Sebbene i primi accenni storiografici a Rostock risalgano al 24 giugno 1218, i primi insediamenti risalgono già al VII secolo.
Sulla riva destra del Warnow, tra gli attuali Dierkow e Gehlsdor, sono documentati siti archeologici di laboratori artigianali e centri commerciali slavi. Successivamente, nel XII secolo, vi fu un principato dei Kessini, una popolazione appartenente alla stirpe dei Liutici, con una città primitiva dotata di mercato. Questa, nel 1161, fu distrutta dal re danese Valdemaro I, alleato dei Sassoni, dopo che il principe degli Obodriti, Niklot, in una battaglia difensiva contro il duca sassone Enrico il Leone, a sud di Rostock, fu sconfitto e ucciso nel 1160. Nel 1167 il figlio di Niklot, Pribislao, si sottomise a Enrico il Leone e per questo ottenne in feudo da Enrico una grossa parte del Meclemburgo occidentale. Verso il 1170 egli eresse numerose roccaforti, tra le quali Rostock, che a poco a poco si sviluppò vicino alla rocca di Kessin come secondo punto centrale del territorio del Meclemburgo.
Successivamente, l'adesione alla Lega anseatica del 1259 significa una prima fioritura per la città. Tuttavia perde gran parte della propria importanza durante la guerra dei trent'anni, durante la quale diventa vittima di saccheggi e occupazioni da parte degli Svedesi. A Rostock, tra il 1599 e il 1606, vengono pubblicati i primi importanti trattati che trattino retoricamente la musica scritti da J. Burmeister.
Divenuta celebre per aver dato i natali al Feldmaresciallo Blücher, vittorioso sulle truppe napoleoniche a Waterloo, nel corso dell'industrializzazione la città riceve una nuova spinta di crescita che si manifesta per esempio nella costruzione di un cantiere navale nel 1891.
Durante il Terzo Reich, vi vengono costruite delle industrie aeronautiche, come per esempio la Heinkel, che produceva bombardieri. Rostock diventa dunque un importante punto d'appoggio per l'industria degli armamenti, ed è proprio per questo motivo che, a partire dal 1942, queste fabbriche diventano l'obiettivo di bombardamenti strategici alleati. Durante la Seconda guerra mondiale, la città è distrutta in misura considerevole.
Dal 1949 diviene parte della Repubblica Democratica Tedesca, ed è in questo periodo che avviene la ricostruzione di parte degli edifici distrutti in tempo bellico. Data, comunque, la negligenza da parte del governo comunista nel ripristino e nella salvaguardia del patrimonio architettonico, come soprattutto gli edifici sacri, la ricostruzione di alcuni palazzi e chiese ha luogo solo dopo la riunificazione, avvenuta nel 1990.
Nell'agosto 1992, a seguito dell'impoverimento successivo alla riunificazione, Rostock divenne tristemente famosa per i moti neonazisti con assalti agli alloggi dei richiedenti asilo.

## Monumenti e luoghi d'interesse

### Architetture civili

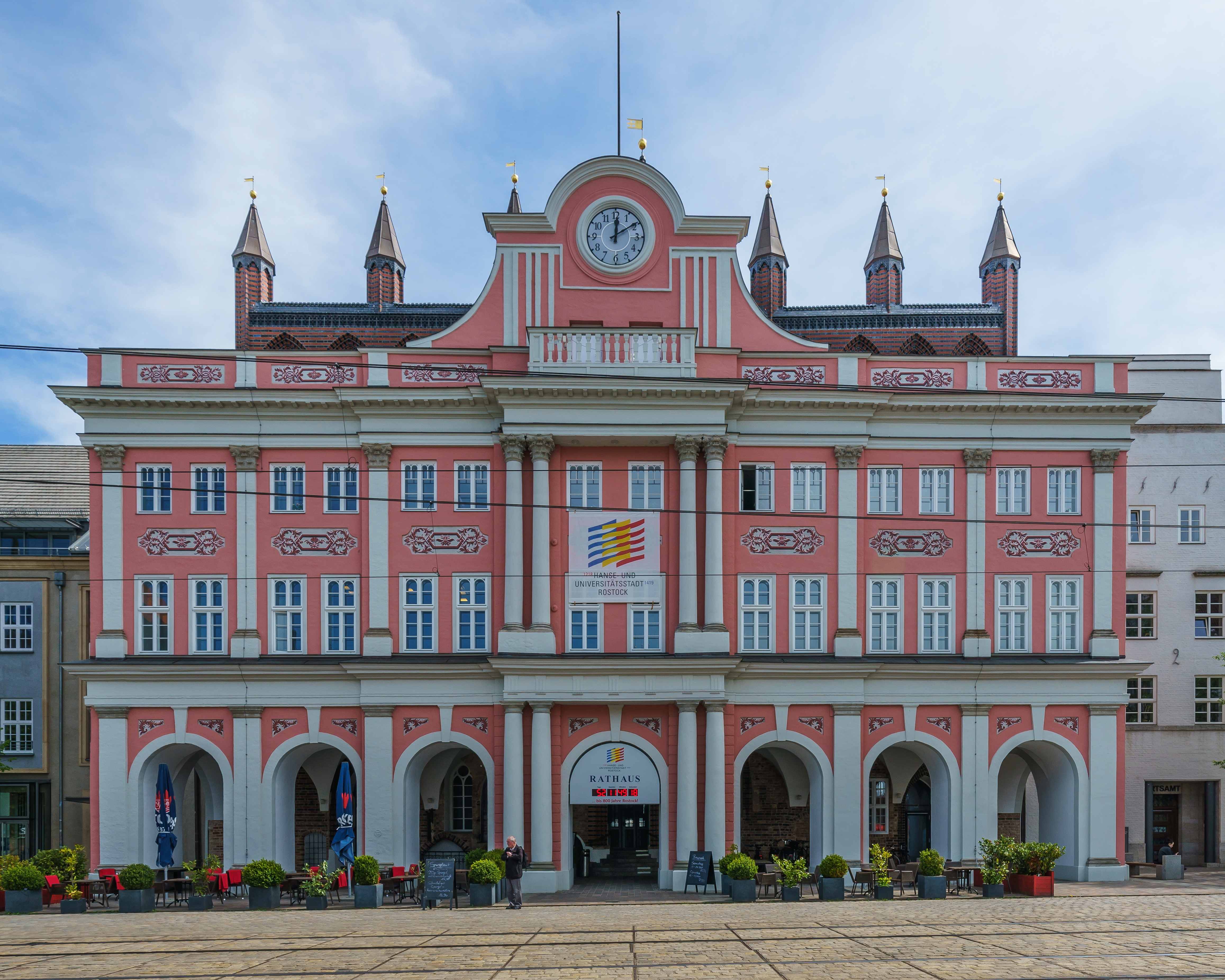
Il municipio di Rostock

- Municipio, un palazzo in stile gotico databile XIII - XIV secolo, che riceve una seconda facciata barocca nel 1727.
- Fünfgiebelhaus (Casa dei Cinque Pignoni)

### Architetture militari
- Porta di Kröpelin.
- Kuhtor (Porta della Mucca), il più antico edificio di Rostock.
- Steintor (Porta di Pietra)

### Architetture religiose
- Marienkirche (Chiesa di Santa Maria), costruita in stile gotico nel XIII secolo, che conserva un antico orologio astronomico.
- Nikolaikirche (Chiesa di San Nicola)
- Chiesa di San Pietro, la cui guglia, distrutta durante la seconda guerra mondiale, venne ricostruita definitivamente solo nel 1994.

## Società

### Evoluzione demografica

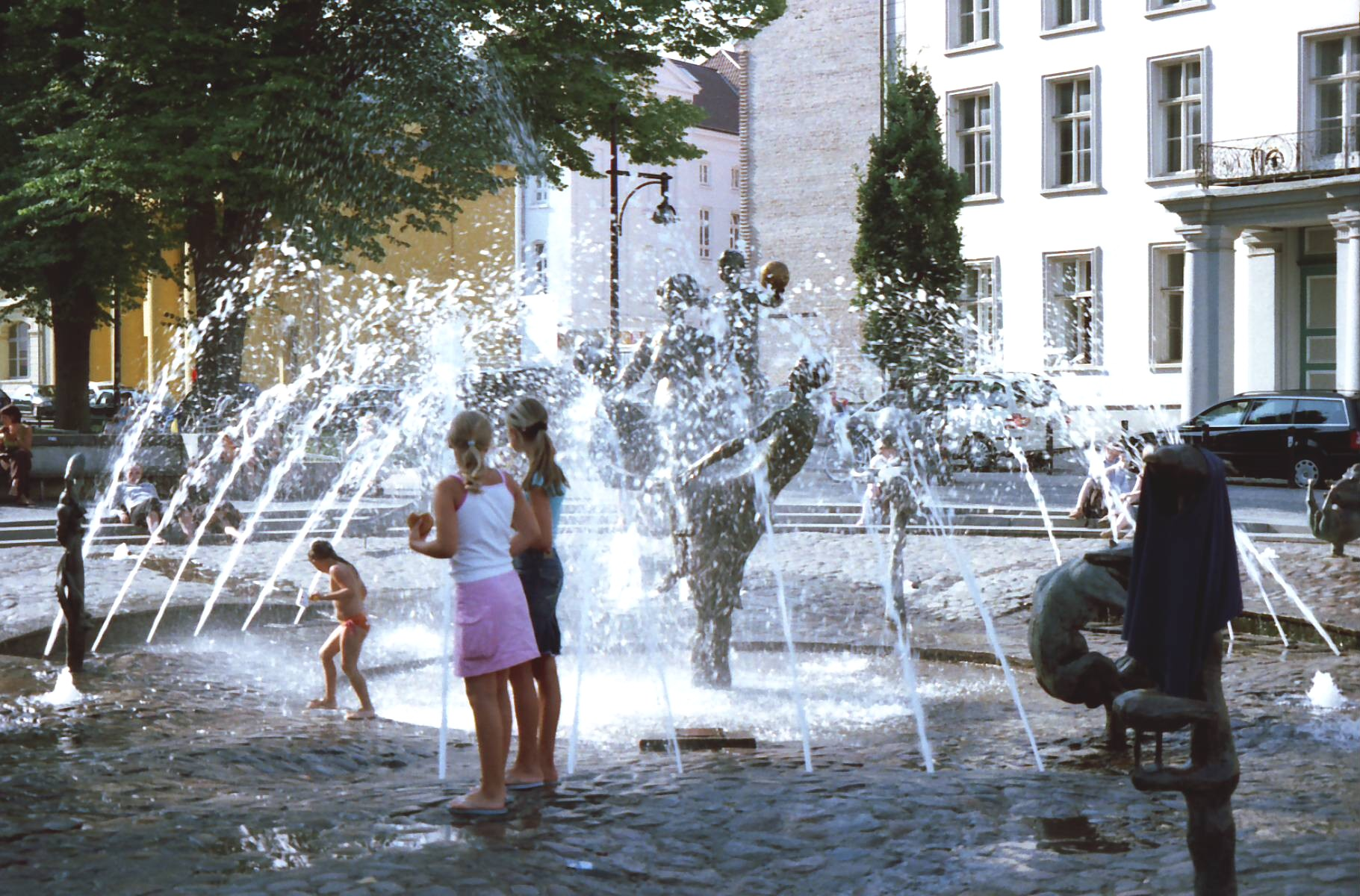
Brunnen der Lebenfreude ("Fontana della gioia di vivere", 2008)

Dopo aver raggiunto il suo apice durante gli anni della RDT, con più di 250 000 abitanti, la popolazione di Rostock è via via diminuita ed oggi ne conta meno di 200 000.

## Infrastrutture e trasporti
Rostock è un importante porto del Mar Baltico, primo in Germania per le crociere e gli imbarchi verso la Danimarca e la Svezia, la Finlandia e l'Estonia; principalmente servito dalla compagnia Scandlines. I porti collegati sono Trelleborg (Svezia), Hanko (Finlandia) e Gedser (Danimarca). Quest'ultimo tracciato, parte della E55 e piuttosto trafficato, è il collegamento più breve fra Berlino e Copenaghen.
Rostock è anche un nodo ferroviario. Oltre a ciò Rostock è raggiungibile tramite le autostrade A 19 (Berlino-Rostock) e A 20 (Lubecca-Stettino). Infine è presente un aeroporto, quello di Rostock-Laage, che si trova 30 km circa dal centro e che mette Rostock in comunicazione con le principali città europee.

### S-Bahn
La Deutsche Bahn esercisce una piccola rete di S-Bahn, costituita di 3 linee:
| S1 | Rostock Hauptbahnhof ↔ Warnemünde            |
| S2 | Güstrow - Rostock Hauptbahnhof - Warnemünde  |
| S3 | Rostock Hauptbahnhof ↔ Rostock Seehafen Nord |

### Trasporti urbani
La città è servita da 6 linee tramviarie:
| 1 | Toitenwinkel, Hafenallee ↔ Lütten Klein, Rügener Straße (- Lichtenhagen, Mecklenburger Allee) |
| 2 | Kurt-Schumacher-Ring ↔ Südblick                                                               |
| 3 | Haltepunkt Dierkow ↔ Neuer Friedhof                                                           |
| 4 | Haltepunkt Dierkow ↔ Lichtenhagen, Mecklenburger Allee                                        |
| 5 | Südblick ↔ Lichtenhagen, Mecklenburger Allee                                                  |
| 6 | Mensa ↔ Neuer Friedhof                                                                        |

Un progetto prevede l'introduzione di un sistema di tram-treno. Vi sono poi 24 linee automobilistiche urbane.

## Economia

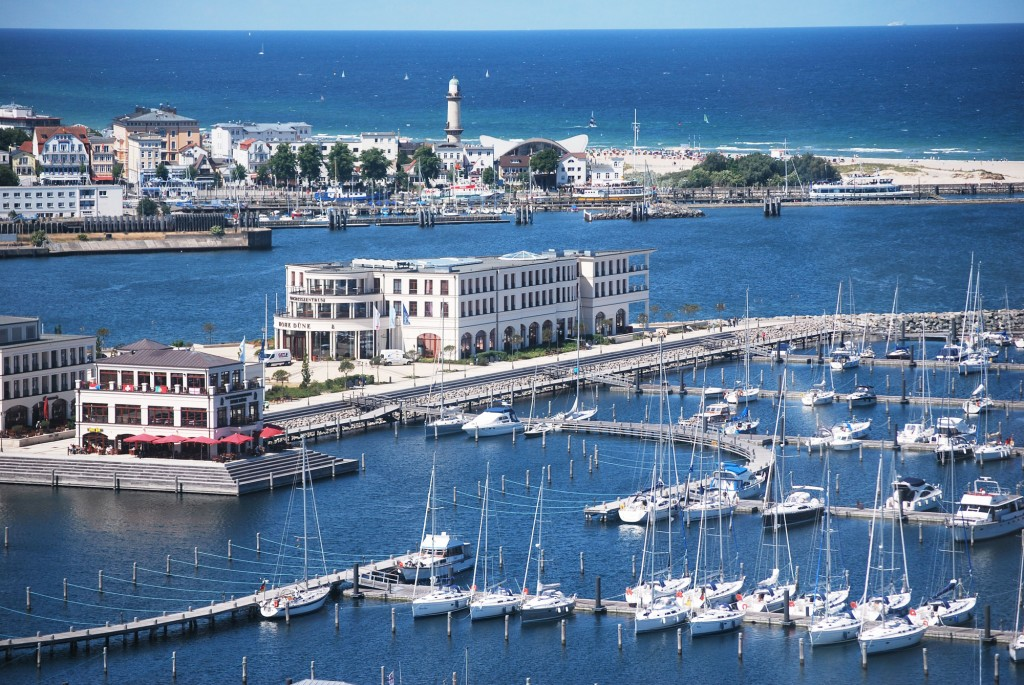
Veduta aerea del porto

Le industrie tipiche della regione, in altre parole l'industria ittica e i cantieri navali, hanno perso parte della loro importanza dopo il 1990. Ciononostante, il porto di Rostock, dopo quello di Lubecca, è il porto tedesco più grande del mar Baltico.
Un altro importante settore per l'economia è il turismo.
Molto rilevante in questo discorso è il recente scalo navale ivi costruito nel 2005, nel borgo di Warnemünde, per le navi da crociera internazionali.
A Rostock sono inoltre attive parecchie aziende di servizi, soprattutto i call center, ed ultimamente sono fiorite anche imprese del settore biotecnologico. Grande offerta di posti di lavoro è altresì data dall'università.
A Rostock ha sede la società di navigazione AIDA Cruises specializzata nel ramo delle crociere, la prima nel mercato tedesco, di proprietà di Costa Crociere.

## Cultura
L'università di Rostock è una delle più antiche università del Nordeuropa. La città ospita anche un noto Istituto della Società Max Planck dedicato alla ricerca demografica.

## Sport

### Calcio
La squadra calcistica locale, l'Hansa Rostock, milita dalla stagione 2024-2025 nella 3. Liga, la terza divisione del calcio tedesco.

## Turismo
Il teatro, dove vengono effettuate rappresentazioni di prosa, lirica e balletto, è un centro notevolmente rappresentativo. Famosi nei dintorni i laghi, molto amati per fare pic nic.

### Monumenti

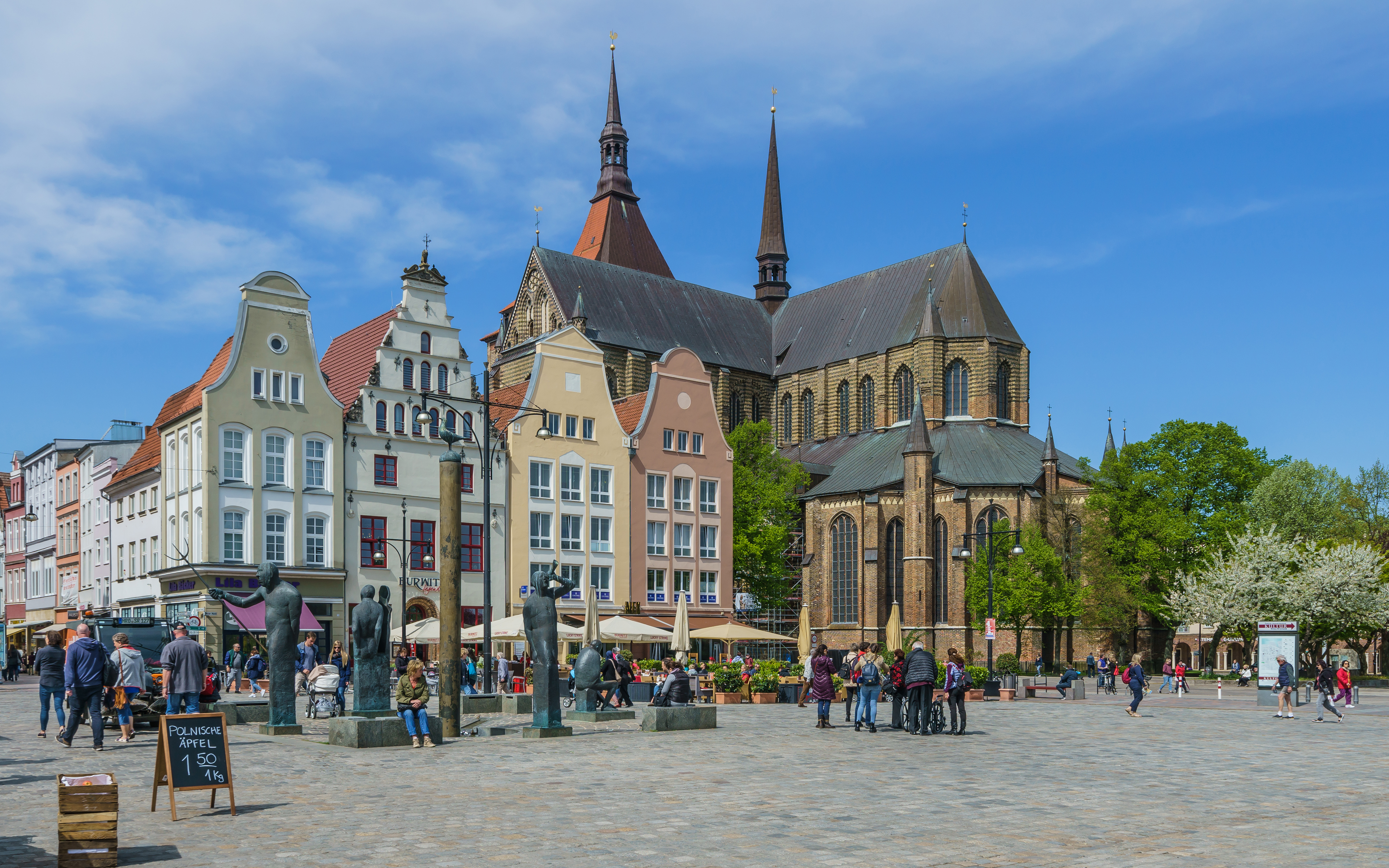
Neuer Markt (Piazza del nuovo mercato)

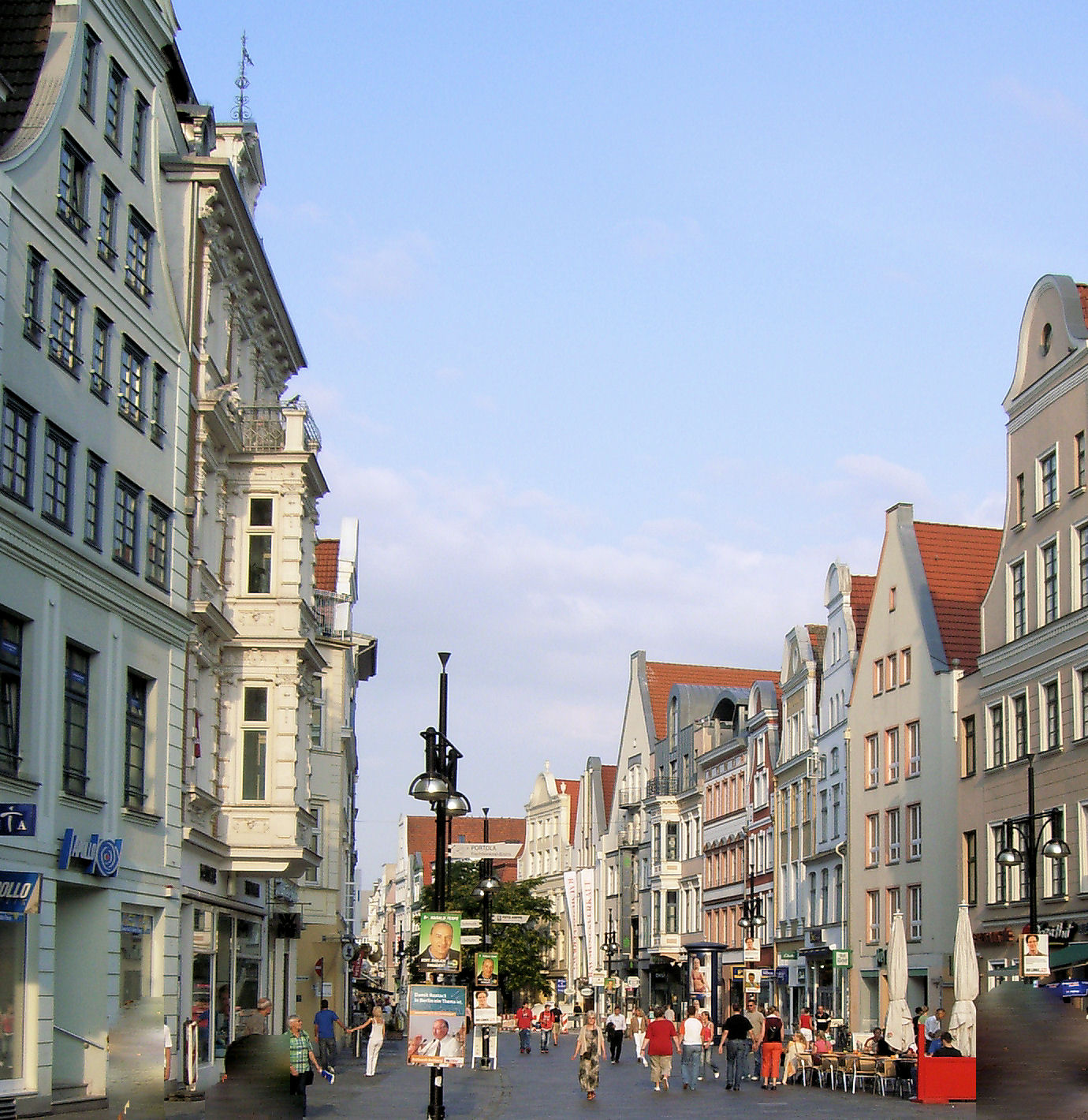
Kröpeliner Straße

Lo stile architettonico tipico di tanti edifici nel centro storico è quello del gotico baltico.
Questo stile, che si trova spesso anche in altre città della Lega Anseatica, è presente nelle mura della città, che è in parte ancora ben conservata, e in alcune porte cittadine, come per esempio la Kuhtor (Porta della Mucca), il più antico edificio di Rostock.
Le chiese principali del centro sono la Marienkirche (Chiesa di Santa Maria), costruita in stile gotico nel XIII secolo, che conserva un antico orologio astronomico, la Nikolaikirche (Chiesa di San Nicolai) e la Petrikirche (Chiesa di San Pietro). Il tetto di quest'ultima, distrutto diverse volte, venne ricostruito definitivamente solo nel 1994.

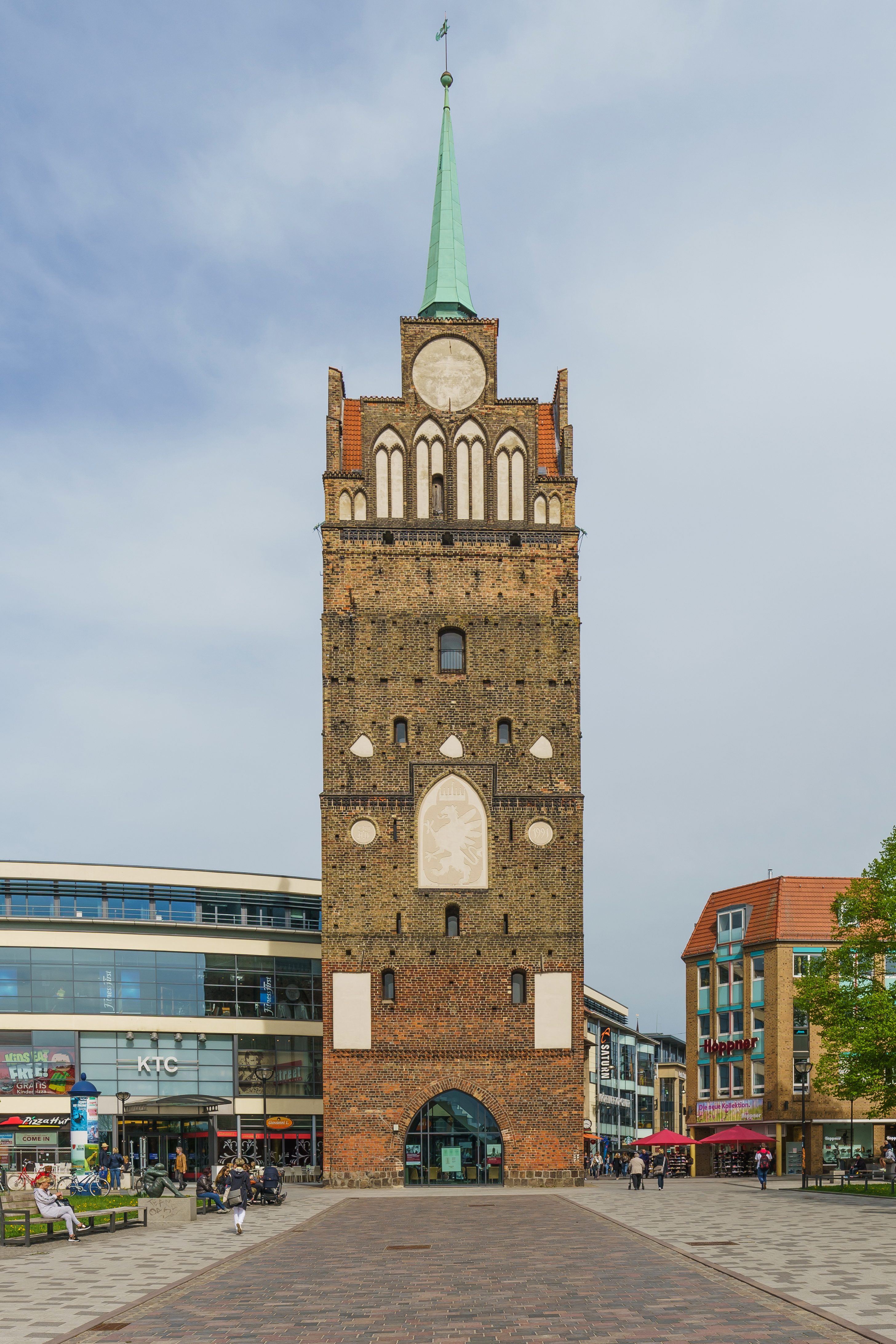
Kröpeliner Tor

Un altro notevole edificio della città è il municipio, o Rathaus. È un palazzo in stile gotico databile XIII - XIV secolo, che riceve una seconda facciata barocca nel 1727. Altre imponenti costruzioni sono l'edificio universitario principale, la Fünfgiebelhaus (Casa dei Cinque Pignoni) e diverse porte di ingresso alla città, come per esempio la Steintor (Portone di Pietra) e la Kröpeliner Tor (Portone di Kröpelin).

### Altri luoghi interessanti

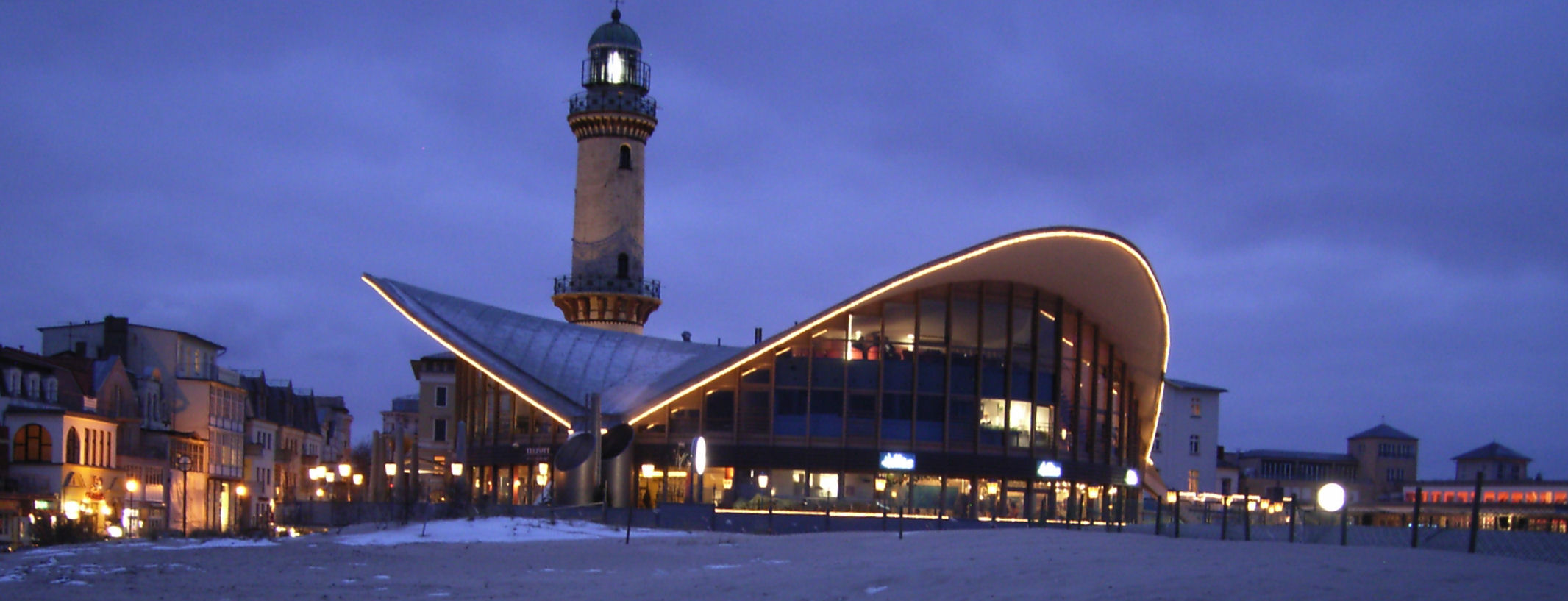
Faro e ristorante Teepott a Warnemünde

Un altro luogo degno di visita è il porto cittadino lungo il fiume Warnow, con i suoi ormeggi e moli per gli yacht, con un viale ideale per una passeggiata, e con diversi ristoranti, gelaterie e bar. Non ultimo è Warnemünde, un borgo affacciato sul Mar Baltico che è un altro punto di attrazione per i turisti. Oltre alle sue ampie spiagge sabbiose, Warnemünde offre un'atmosfera che è un misto fra una località balneare mondana e un antico villaggio di pescatori. Attrazioni del centro sono la sua passeggiata, Alter Strom, e il suo antico faro.

## Geografia antropica

### Suddivisioni amministrative

Suddivisione di Rostock in distretti

Rostock è divisa in 8 distretti amministrativi (Ortsamtbereich), a loro volta complessivamente suddivisi in 31 quartieri (Ortsteil):
- Distretto 1, con i quartieri:
  - Diedrichshagen
  - Hinrichshagen
  - Hohe Düne
  - Markgrafenheide
  - Torfbrücke
  - Warnemünde
  - Wiethagen
- Distretto 2, con i quartieri:
  - Groß Klein
  - Lichtenhagen
- Distretto 3, con il quartiere:
  - Lütten Klein
- Distretto 4, con i quartieri:
  - Evershagen
  - Schmarl
- Distretto 5, con i quartieri:
  - Gartenstadt
  - Hansaviertel
  - Reutershagen
- Distretto 6, con i quartieri:
  - Brinckmansdorf
  - Kröpeliner-Tor-Vorstadt
  - Stadtmitte
- Distretto 7, con i quartieri:
  - Biestow
  - Südstadt
- Distretto 8, con i quartieri:
  - Dierkow
  - Gehlsdorf
  - Hinrichsdorf
  - Jürgeshof
  - Krummendorf
  - Nienhagen
  - Oldendorf
  - Peez
  - Stuthof
  - Toitenwinkel

## Amministrazione

### Gemellaggi
- Stettino, dal 1957
- Turku, dal 1959
- Dunkerque, dal 1960
- Riga, dal 1961
- Anversa, dal 1963
- Aarhus, dal 1964
- Göteborg, dal 1965
- Bergen, dal 1965
- Varna, dal 1966
- Fiume, dal 2002[5]
- Brema, dal 1987
- Dalian, dal 1988
- Raleigh (Carolina del Nord), dal 2001
- Guldborgsund, dal 2014